# Ploceus reichardi
Il tessitore mascherato di Tanzania (Ploceus reichardi Reichenow, 1886) è un uccello della famiglia dei Ploceidi originario della Tanzania e dello Zambia nord-orientale.

## Descrizione
Il maschio è caratterizzato da un piumaggio nuziale giallo con una maschera facciale nera che si estende dalla fronte fino alla gola, e si differenzia da altre specie simili per avere delle nette sfumature color castano su petto e fianchi. La femmina e i maschi fuori dall'età nuziale hanno il dorso color oliva opaco, il petto arancio e il resto delle parti inferiori giallo opaco, con ventre bianco e fianchi dai riflessi marrone scuro.

## Distribuzione e habitat
Pur occupando un areale limitato, la specie è localmente comune nei dintorni di Karema, Namanyere e del lago Rukwa, nella Tanzania occidentale, nonché lungo il fiume Saisi, nel nord-est dello Zambia. Abita in paludi di papiro, giunchi e canne del genere Phragmites, spesso a una certa distanza dalla terraferma, ma talvolta si spinge in cerca di cibo nelle savane alberate. Trascorre la notte nelle paludi.

## Biologia
La dieta del tessitore mascherato di Tanzania è composta soprattutto da semi di piante erbacee, ma probabilmente anche da termiti.
La specie è probabilmente poliginica e i maschi sono territoriali. Vive in colonie composte da 4-30 nidi, ma in rari casi anche da 150. Il nido ha una forma contorta ed è privo di galleria di entrata. Esso viene costruito dal maschio, che intreccia strettamente tra loro sottili strisce di fili d'erba. All'interno è presente anche un controsoffitto di fili d'erba. Il nido è foderato con infiorescenze di piante erbacee e, talvolta, con piume. Viene sospeso al ramo di un cespuglio al di sopra di uno specchio d'acqua, o attaccato a steli d'erba o di canne.
Ogni covata è composta da 2-3 uova, che possono essere di colore bluastro con macchie color marrone scuro o verde oliva-grigiastro con macchioline diffuse più scure. La durata del periodo di incubazione e di allevamento dei pulcini sono sconosciute. Alcune colonie nella savana alberata vengono accidentalmente distrutte dagli elefanti in cerca di cibo. I nidiacei vengono talvolta raccolti dai locali per essere mangiati.

## Conservazione
Ancora piuttosto numeroso, il tessitore mascherato di Tanzania viene classificato come specie a rischio minimo (Least Concern) sulla IUCN Red List.